# 阿努什的斤
阿努什的斤·加爾察，全名「郭土布丁·穆罕默德·本·阿努什的斤·加爾察」，原本是塞爾柱人手下的突厥奴隸，後來成了花剌子模沙阿（總督）。任期由上任年份1077年至1097年過世為止，此後他的後裔一直統治花剌子模至13世紀。
阿努什的斤出身突厥哈拉吉部或欽察部，其前任於1073年為塞爾柱統治者馬利克·沙埃所推翻，阿努什的斤也淪為階下囚。後來蘇丹新賜他一個頭銜、恢復他的俸祿及封地（該頭銜在波斯語是為蘇丹捧水盤的人）。由於他的收入是從治理區域花剌子模所支出，所以被私下稱為花剌子模沙阿。
阿努什的斤於1096年或1097年過世，職位死後由也斤赤接任，但不到一年被弒後由阿努什的斤之子庫都不丁·穆罕默德繼任。由於後來的沙阿均是阿努什的斤的後人，所以他通常被視作是花剌子模王朝的第一任統治者。
| 前任： 由塞尔柱突厥管理 | 花剌子模王朝君主 1077年—1097年 | 繼任： 也斤赤 |